# 住友重機械工業
住友重機械工業株式会社（すみともじゅうきかいこうぎょう、英: Sumitomo Heavy Industries, Ltd.）は、東京都品川区大崎に本社を置く、住友グループの機械メーカー。造船・各種製造装置や精密機械など最先端のメカトロニクス分野でグローバル展開を行なっている。
住友グループ広報委員会及び白水会に属する企業である。日経平均株価およびJPX日経インデックス400の構成銘柄の一つ。

## 沿革
- 1888年（明治21年）11月20日 - 別子銅山（愛媛県新居浜市）の採鉱に使用される機械設備の製作を担当する「工作方」として創業。
- 1928年（昭和3年） - 住友別子鉱山株式会社（現・住友金属鉱山株式会社）新居浜製作所へ改称。
- 1934年（昭和9年）11月1日 - 住友機械製作株式会社を愛媛県新居郡新居浜町乙1番地の1に資本金500万円で設立。
- 1937年（昭和12年）3月30日 - 本店を愛媛県新居郡新居浜町乙31番地の9に移転。
- 1940年（昭和15年）9月30日 - 住友機械工業株式会社に商号変更。
- 1945年（昭和20年）12月25日 - 四国機械工業株式会社に商号変更。
- 1949年（昭和24年） - 東京証券取引所、大阪証券取引所に上場。
- 1952年（昭和27年）5月26日 - 住友機械工業株式会社に商号変更。
- 1961年（昭和36年） - 名古屋製造所開設。
- 1962年（昭和37年） - 平塚研究所開設。
- 1965年（昭和40年）11月 - 千葉工場完成[6]。
- 1966年（昭和41年） - スミトモ・マシナリー・コーポレーション・オブ・アメリカ（SMA）設立。平塚環境衛生研究所開設。
- 1969年（昭和44年）6月30日 - 住友機械工業が浦賀重工業株式会社を合併し、住友重機械工業株式会社に商号変更。本店を東京都千代田区大手町二丁目4番地に移転。
- 1971年（昭和46年） 追浜造船所（現・横須賀製造所）開設。
- 1978年（昭和53年）5月 - 韓国に東国重機工業設立。
- 1978年（昭和53年）- 川間分工場は新造船から撤退、橋梁専門工場とする。
- 1982年（昭和57年）10月 - 日特金属工業株式会社を合併。
- 1984年（昭和59年）
  - 日本丸竣工。
  - 川間分工場を閉鎖。跡地は現在マリーナになっている。
- 1989年（平成元年）5月 - カナダのルモニクス社を買収。
- 1994年（平成6年）8月8日 - 本店を東京都品川区北品川五丁目9番11号に移転。
- 1995年（平成7年）10月 - 艦艇造船事業をIHIと統合し、共同出資により株式会社マリンユナイテッドを設立。
- 2002年（平成14年）1月 - アメリカ合衆国のAPD社を買収。
- 2003年（平成15年）
  - 3月12日 - 浦賀で最後の建造となる護衛艦「たかなみ」竣工。
  - 3月31日 - 浦賀工場閉鎖。
  - 4月 - 新日本造機を完全子会社化、名古屋証券取引所において上場廃止。
  - 9月 - フランクフルト証券取引所において上場廃止。
- 2006年（平成18年）
  - 8月 - IHIが株式会社アイ・エイチ・アイ マリンユナイテッド（現・ジャパン マリンユナイテッド）への出資比率を引き上げ、完全子会社化。
  - 10月 - セイサ（現・住友重機械ギヤボックス）を完全子会社化。
- 2007年（平成19年）9月 - 本社を移転。
- 2008年（平成20年）3月 - ドイツのプラスチック加工機械メーカー・DEMAG ERGOTECH GmbHを買収。
- 2010年（平成22年）10月 - 日本スピンドル製造を完全子会社化。
- 2011年（平成23年）3月 - ベルギーの産業用ギヤボックスメーカー・HANSEN INDUSTRIAL TRANSMISSIONS NVを買収。
- 2015年（平成27年）10月 - 連結子会社の住友重機械搬送システム株式会社が三菱重工マシナリーテクノロジー株式会社の産業用クレーン事業を譲受。
- 2018年（平成30年）4月1日 - 子会社の住重富田機器株式会社および住重テクノス株式会社を吸収合併し、パワートランスミッション・コントロール事業部（PTC事業部）に統合[7]。
- 2020年（令和2年）4月1日 - 子会社の住重プラントエンジニアリング株式会社を吸収合併し、エネルギー環境事業部に統合[8]。
- 2021年（令和3年） 
  - 住友重機械工業が「浦賀レンガドック」の施設及び周辺部を横須賀市に無償で寄付[9]
  - 4月 - 機関銃の生産および5.56㎜機関銃の開発から撤退することが判明[10][11][12]。
- 2022年（令和4年）7月 - 子会社の住重環境技術株式会社を吸収合併[13]。
- 2024年（令和4年）
  - 2月 - 子会社の住友重機械工業マリンエンジニアリング株式会社が行う新造船事業の新規受注を停止し、撤退することを発表した[14]。
  - 5月 - 子会社の住重特機サービスから防衛事業を吸収分割すると発表。住友重機械工業の装備システム事業部と統合する[15][16]。

## 事業・主力製品

### 事業セグメント
メカトロニクスセグメント
- パワートランスミッション・コントロール事業部
- メカトロニクス事業部

インダストリアルマシナリーセグメント
- プラスチック機械事業部
- 精密機器事業部
- 産業機器事業部
- 装備システム事業部
- 住友重機械イオンテクノロジー株式会社
- 日本スピンドル製造株式会社
- 住友重機械ファインテック株式会社
- 住友重機械ハイマテックス株式会社
- 住友重機械モダン株式会社
- 住重フォージング株式会社
- 住重アテックス株式会社

ロジスティックス＆コンストラクションセグメント
- 住友建機株式会社
- 住友重機械建機クレーン株式会社
- 住友重機械搬送システム株式会社
- 住友ナコフォークリフト株式会社

エネルギー＆ライフラインセグメント
- エネルギー環境事業部
- 住友重機械プロセス機器株式会社
- 株式会社イズミフードマシナリ
- 住友重機械エンバイロンメント株式会社
- 新日本造機株式会社
- 住友重機械マリンエンジニアリング株式会社

### 主力製品
- サイクロ減速機
- プラスチック射出成形機
- 封止プレス
- PET用 サイクロトロン
- 鍛造プレス
- 極低温冷凍機
- クライオポンプ
- レーザー加工システム
- 精密位置決め装置
- 発電プラント（循環流動層ボイラ）
- 建設機械（油圧ショベル、ハイブリッドショベル）
- 道路機械（アスファルトフィニッシャー）
- 運搬荷役機械（大型クレーン、連続式アンローダー）
- アフラマックス型石油タンカー
- 化学プラント向けプロセス装置
- 半導体製造用イオン注入装置
- 産業用排水処理設備
- 精密鍛造品（ジェットエンジンブレード、タービンブレード）
- フォークリフト

## 関連製品
- はやぶさ (探査機)　- 小惑星からのサンプル採取機構は量子機器事業部(現産業機器事業部)にて開発された[18]。
- アタカマ大型ミリ波サブミリ波干渉計(ALMA望遠鏡) - 電波望遠鏡の受信機の冷却用途として3段式極低温冷凍機が使用されている[19]。

## 過去の製品

### 艦艇造船事業

#### 海上自衛隊向け
- やまぐも型護衛艦
  - DD-119 「あおくも」（4番艦）
  - DD-120 「あきぐも」（5番艦）
  - DD-121 「ゆうぐも」（6番艦）
- はつゆき型護衛艦
  - DD-122 「はつゆき」（1番艦）
  - DD-128 「はるゆき」（7番艦）
  - DD-132 「あさゆき」（11番艦）
- あさぎり型護衛艦
  - DD-153 「ゆうぎり」（3番艦）
  - DD-156 「せとぎり」（6番艦）
- むらさめ型護衛艦 (2代)
  - DD-103 「ゆうだち (2代)」（3番艦）
- たかなみ型護衛艦
  - DD-110 「たかなみ (2代)」（1番艦）
- ゆうばり型護衛艦
  - DE-227 「ゆうばり」（1番艦）
- あぶくま型護衛艦
  - DE-232 「せんだい」（4番艦）
  - DE-234 「とね」（6番艦）
- ASR-402 ふしみ (潜水艦救難艦)
- ATS-4203 てんりゅう (訓練支援艦)
- ASE-6102 あすか (試験艦)
- 1号型ミサイル艇
  - PG-821「ミサイル艇1号」(1番艇)
  - PG-822「ミサイル艇2号」(2番艇)
  - PG-823「ミサイル艇3号」(3番艇)

#### 海上保安庁向け
- つがる型巡視船
  - せっつ
- 天洋 (測量船・2代)

#### 官公庁向け
- 日本丸 (2代)
- あこがれ
- フェリー：フェリーとしま（鹿児島県鹿児島郡十島村村営）

## 主要関係会社

### メカトロニクス
- 住友重機械ギヤボックス株式会社
- Sumitomo Machinery Corporation of America
- Hansen Industrial Transmissions NV
- Invertek Drives Ltd.
- Lafert S.p.A.
- Sumitomo (SHI) Hansen Australia Pty., Ltd.

### インダストリアルマシナリー
- イズミ精機株式会社
- 住重アテックス株式会社
- 住重加速器サービス株式会社
- 住重特機サービス株式会社
- 住重フォージング株式会社
- 株式会社住重プラテック
- 住友重機械ハイマテックス株式会社
- 住友重機械ファインテック株式会社
- 住友重機械モダン株式会社
- Sumitomo (SHI) Cryogenics of America,Inc.
- Leifeld Metal Spinning GmbH

### ロジスティックス＆コンストラクション
- 住友ナコ フォークリフト株式会社
- LBX Company LLC

### エネルギー＆ライフライン
- 住重関西施設管理株式会社
- 住重横須賀工業株式会社

### その他
- いずみサポート株式会社
- 住友重機械ビジネスアソシエイツ株式会社
- 株式会社ライトウェル
- Sumitomo Heavy Industries (Europe) B.V.
- 住友重机械（唐山）有限公司

## 歴代社長
- 初代・市川恒雄
- 2代・岩崎信彦
- 3代・西村恒三郎
- 4代・合田茂
- 5代・久保正大
- 6代・小澤三敏

## 主要事業所

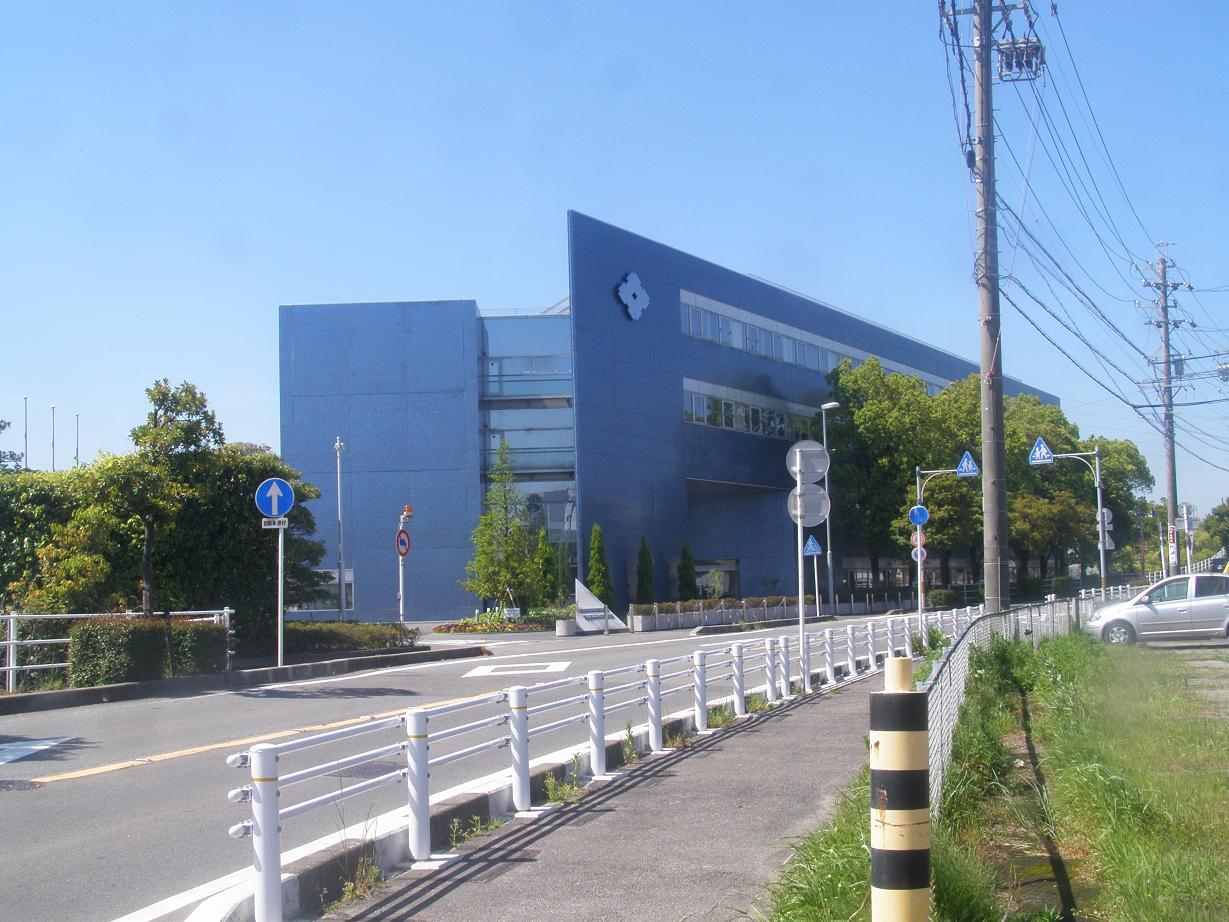
名古屋製造所 （愛知県大府市）

- 本社 - 東京都品川区大崎二丁目1番1号（ThinkPark Tower）
- エネルギー環境事業部 - 東京都品川区西品川一丁目1番1号（住友不動産大崎ガーデンタワー）
- 関西支社 - 大阪市北区中之島二丁目3番33号（大阪三井物産ビル）
- 中部支社 - 名古屋市東区東桜一丁目10番地24号（栄大野ビル）
- 九州支社 - 福岡市博多区店屋町8番30号（博多フコク生命ビル）
- 技術研究所 - 神奈川県横須賀市夏島町19番地
- 技術研究所（新居浜）- 愛媛県新居浜市惣開町5番2号
- 田無製造所 - 東京都西東京市谷戸町二丁目1番1号
- 千葉製造所 - 千葉市稲毛区長沼原町731番地1
- 横須賀製造所 - 神奈川県横須賀市夏島町19番地
- 名古屋製造所 - 愛知県大府市朝日町六丁目1番地
- 岡山製造所 - 岡山県倉敷市玉島乙島8230番地
- 愛媛製造所（新居浜工場） - 愛媛県新居浜市惣開町5番2号
- 愛媛製造所（西条工場） - 愛媛県西条市今在家1501番地

## 不祥事
2005年3月、国土交通省や水資源機構、地方自治体が発注する河川やダムの治水用水門に関する事業に際し談合を行ったとして公正取引委員会の立入検査を受けた。

2005年5月、公正取引委員会は住友重機械工業を含む八社に対し、旧・日本道路公団や国土交通省による橋梁事業の受注時に談合を行ったとして、私的独占の禁止及び公正取引の確保に関する法律（独占禁止法）違反で検察庁に刑事告発した。
2006年6月12日、大阪地方検察庁特別捜査部は住友重機械工業など十一社に対し、自治体発注のし尿・汚泥処理施設建設に際し談合を行ったとして独占禁止法違反の罪で起訴した。これを受けて同社は国土交通省により9か月間の指名停止処分を受けた。
2012年5月25日、1970年代から機関砲の保守点検・修理で作業時間を過大に計上し、防衛省への請求金額を水増ししていたことが会計検査院の抜き打ち調査で発覚し、子会社の住重特機サービスと共に指名停止処分を受ける。2013年2月には違約金23億円の支払いにより指名停止期間が終了したが、同年12月18日には5.56mm機関銃（ミニミ軽機関銃のライセンス生産品）・74式車載7.62mm機関銃・12.7mm重機関銃（ブローニングM2重機関銃のライセンス生産品）の3種で合計5,000丁にものぼる試験データ改竄が発覚し、5か月間再度の指名停止処分を受ける。
2014年10月24日、自社で製造した機関銃の試射を無許可で行ったとして、法人としての住友重機械工業と従業員が火薬類取締法違反と銃砲刀剣類所持等取締法（銃刀法）違反の疑いで書類送検された。
2018年10月1日、子会社の住友重機械ハイマテックスの圧延ロールの硬度や成分などの検査数値改竄が判明した。
2020年1月7日、労働組合（住友重機械労働組合連合会）の元書記が、積み立て年金口座から5000万円を着服したとして業務上横領容疑で逮捕された。最終的に計約3億3660万円の横領が確認され、同年6月19日に東京地方裁判所は元書記に懲役8年の実刑を言い渡した。
2021年5月20日、陸上自衛隊向けに製作した試験用機関銃に使われたサンプル品の部品の設計図面が中国へ流出したことを明らかにした。経済産業省は海外との取引を管理する外為法に下請けが違反したとして、住友重機と下請けを4月28日付でそれぞれ厳重注意した。
2024年5月2日、同社と子会社の住友ナコ フォークリフトで、フォークリフトの定期検査において、ブレーキ内部の部品を外した上で検査する必要があったにもかかわらず、作業員の判断で省略するなどの検査不正があったことが明らかとなった、2台の車両で計4件の検査不正が見つかっており、他にも同様な不正がないか調査している。
2025年3月、立体駐車場工事を巡り独占禁止法違反が認定され、日精 (企業)、フジパスク、新明和工業などとともに課徴金納付を命じられた。

## 労働問題
2014年に同社に採用され、その後関連企業である住重フォージングに出向していた30歳代の男性社員は、2016年11月に寮の屋上から飛び降り自殺を図り、命は取り留めたものの精神疾患で治療を受けた。この男性は2016年5月頃から通常業務の他、監査の準備や研究課題なども重なって過重労働となっていた模様である。横須賀労働基準監督署は2018年10月30日付で「適応障害を発症したのが原因」として労働災害認定した。